# Max Cohen-Olivar
Pas d'image ? Cliquez ici
Max Cohen-Olivar, né le 30 avril 1944 à Casablanca, et mort le 21 mai 2018 dans le 13e arrondissement de Paris, est un pilote automobile marocain. Il est le plus grand coureur automobile de l'histoire du Maroc; il s'est illustré sur les plus importants circuits de la planète.
Avec vingt participations aux 24 Heures du Mans, il est un des pilotes qui s'est le plus engagé dans la course. Ses meilleurs résultats sont deux 12e places en 1982 et 2000,.

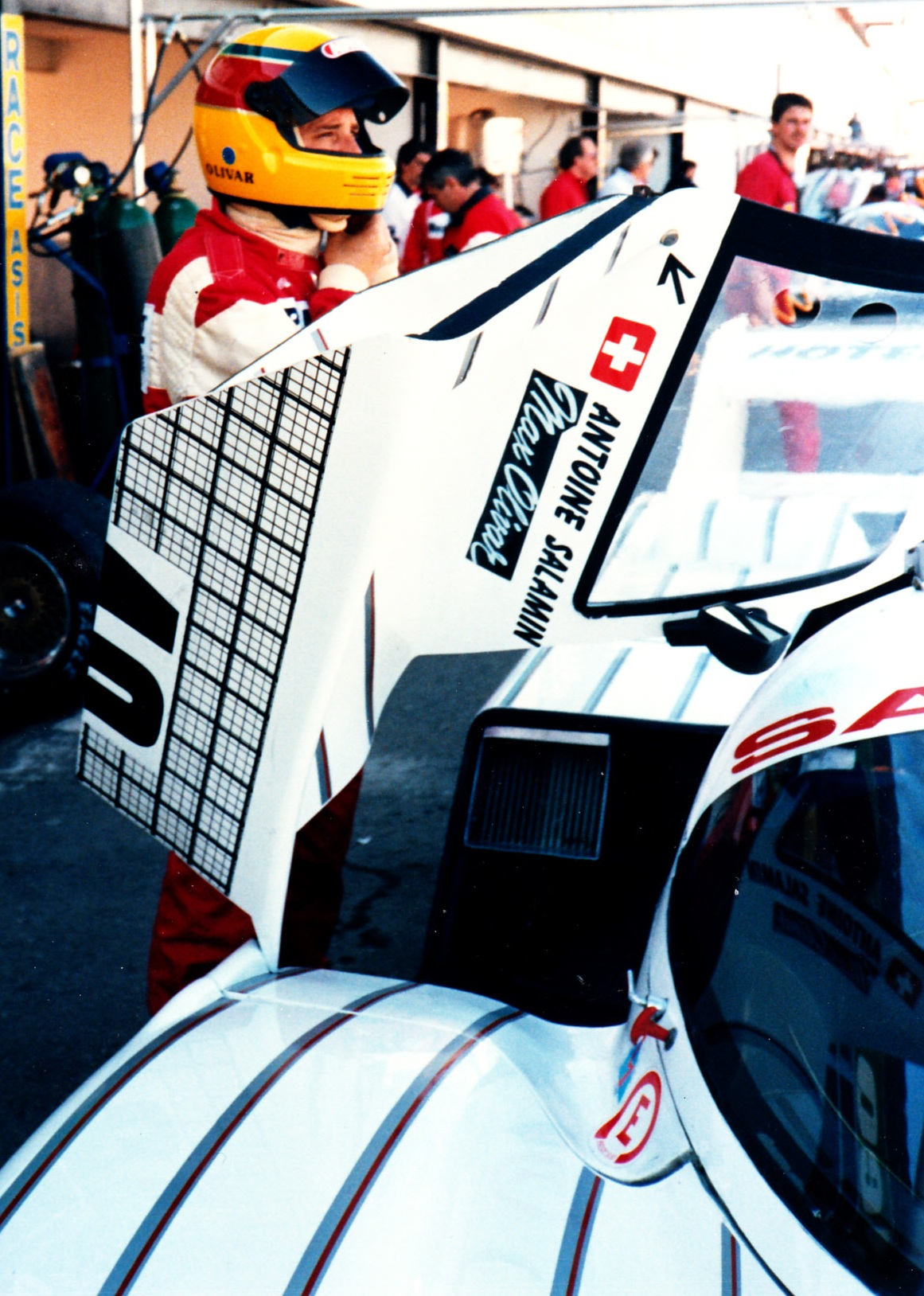
Max Cohen-Olivar s'apprête à prendre le volant de la Porsche 962 du Swiss Team Salamin, à Jarama, en 1988

## Résultats aux 24 Heures du Mans
| Année | Voiture                  | Équipe                                 | Équipiers                                     | Résultat   |
| ----- | ------------------------ | -------------------------------------- | --------------------------------------------- | ---------- |
| 1971  | Porsche 908/2            | André Wicky Racing Team                | André Wicky                                   | Abandon    |
| 1973  | Porsche 908/02           | André Wicky Racing Team                | André Wicky / Philippe Carron (de)            | 21e        |
| 1974  | De Tomaso Pantera        | André Wicky Racing Team                | Philippe Carron (de)                          | Abandon    |
| 1975  | Porsche 908/2            | André Wicky Racing Team                | Joël Brachet (de) / Philippe Carron (de)      | Abandon    |
| 1977  | Chevron B36              | Racing Organisation Course             | Alain Flotard (de) / Michel Dubois            | Abandon    |
| 1978  | Chevron B36              | ROC La Pierre du Nord                  | Jacques Henry / Albert Dufréne (de)           | Abandon    |
| 1979  | Lola T298                | Lambretta S.A.F.D.                     | Pierre Yver / Michel Elkoubi                  | 21e        |
| 1981  | Chevron B36              | Jean-Marie Lemerle                     | Jean-Marie Lemerle (de) / Alain Levié (de)    | Abandon    |
| 1982  | Lancia Beta Montecarlo   | Jean-Marie Lemerle-Sivama Motor        | Jean-Marie Lemerle (de) / Joe Castellano (de) | 12e        |
| 1983  | Lancia LC1               | Scuderia Sivama Motor                  | Oscar Larrauri / Massimo Sigala               | Non classé |
| 1985  | Chevron B62              | Bartlett Chevron Racing-Goodmans Sound | Richard Jones / Robin Smith (en)              | Abandon    |
| 1986  | Porsche 956              | Porsche Kremer Racing                  | Pierre Yver / Hubert Striebig                 | Abandon    |
| 1987  | Tiga GC287               | Charles Ivey Racing                    | John Cooper / Tom Dodd-Noble (de)             | Abandon    |
| 1988  | Cougar C12               | Primagaz Compétition                   | Patrick de Radiguès                           | Non classé |
| 1989  | Tiga GC289               | Tiga Race Team                         | John Sheldon / Robin Donovan                  | Abandon    |
| 1990  | Porsche 962C             | Team Davey                             | Giovanni Lavaggi / Tim Lee-Davey              | 19e        |
| 1991  | Porsche 962C             | Team Salamin Primagaz                  | Antoine Salamin / Marcel Tarrès               | Abandon    |
| 1992  | Porsche 962C             | Équipe Alméras-Chotard                 | Jean-Marie Alméras / Jacques Alméras          | Abandon    |
| 2000  | Porsche 911 GT3 R (996)  | Seikel Motorsport                      | Michel Neugarten / Anthony Burgess            | 18e        |
| 2001  | Porsche 911 GT3 RS (996) | Seikel Motorsport                      | Anthony Burgess / Andrew Bagnall              | 12e        |